# Weryfikacja formalna
Weryfikacja formalna – stwierdzenie poprawności algorytmu w oparciu o formalne metody matematyczne.